# Jatropha confusa
Jatropha confusa är en törelväxtart som beskrevs av John Hutchinson. Jatropha confusa ingår i släktet Jatropha och familjen törelväxter.
Artens utbredningsområde är Angola. Inga underarter finns listade i Catalogue of Life.